# 1960 w nauce

## Nauki przyrodnicze i ścisłe

### Astronomia
- Martin Schwarzschild – został laureatem nagrody Henry Norris Russell Lectureship przyznawanej przez American Astronomical Society

### Matematyka
- udowodnienie twierdzenia określanego jako metoda rozkładu Pełczyńskiego

## Nauki społeczne

### Ekonomia
- Publikacja Konstytucji wolności przez Friedricha Hayeka

## Technika
- 16 maja – Theodore Maiman zaprezentował pierwszy działający laser.

## Nagrody Nobla
- fizyka – Donald Arthur Glaser
- chemia – Willard Libby
- medycyna – Frank Macfarlane Burnet, Peter Medawar